# Gizmo !
Pour les articles homonymes, voir Gizmo.
Gizmo ! est un film documentaire américain de Howard Smith, sorti en 1977.

## Synopsis
Ce document est un hommage à tous les inventeurs qui ont tenté l'impossible, un regard humoristique porté sur les projets, les tentatives, les paris les plus insensés, une façon nouvelle d'envisager l'ère technologique en montrant que, sans ces milliers d'hommes et de femmes du monde entier qui ont osé rendre plausible l'invraisemblable, nous serions encore en train de rouler avec des « roues carrées ». 

## Sur le film
Le texte français est écrit et dit par Pierre Tchernia et la musique est de Dick Lasky. Le film dure 85 minutes.
La réalisation de ce film a demandé 3 ans de travail avec une équipe de 22 personnes chargées de réunir à travers le monde des documents filmés, tirés d'actualités ou d'archives des années 1903 à 1973.